# Onder-Rotliegend Groep
De Onder-Rotliegend Groep (sic) is een groep gesteentelagen in de Noord-Duitse en Nederlandse ondergrond. De groep komt alleen voor op plekken in Groningen, Drenthe, Twente en onder delen van de Noordzee. De Onder-Rotliegend Groep bestaat uit rossige, siliciklastische sedimenten en vulkanieten. De vulkanieten zijn basaltlagen.
In de Duitse stratigrafie wordt het Rotliegend, de verzamelnaam voor gesteenten uit het vroegste deel van het Perm, ingedeeld in twee groepen. De andere, jongere groep is de Boven-Rotliegend Groep, die wijder verbreid is en boven op de Onder-Rotliegend Groep ligt. De tweedeling van het Rotliegend is overgenomen in de Nederlandse stratigrafie. De Saalische Discordantie is overal de basis van het Rotliegend. Eronder ligt in Nederland de Limburg Groep uit het Carboon.
De Onder-Rotliegend Groep is nergens in Nederland dikker dan 150 meter. Ze bestaat in Nederland uit twee formaties:
- Onderop ligt een nog niet officieel benoemd pakket siliciklastische, rode sedimenten. Dit zijn fluviatiele sedimenten die na afloop van de Hercynische orogenese in puinwaaiers werden afgezet. In boorkernen zijn ze zeer moeilijk van de onderliggende, sterk vergelijkbare riviersedimenten uit het laatste Carboon te onderscheiden. Mede daardoor zijn ze in Nederland nog niet formeel beschreven.
- Bovenop ligt de Emmen Vulkanieten Formatie, een afwisseling van basalt en kleisteen. De basalten vertegenwoordigen de vroegste fase van riften en bekkenvorming tijdens de orogene ineenstorting in het vroege Perm.